# Катастрофа Boeing 720 в Эверглейдсе
Катастрофа Boeing 720 в Эверглейдсе — авиационная катастрофа, произошедшая во вторник 12 февраля 1963 года. Авиалайнер Boeing 720-051B авиакомпании Northwest Orient Airlines выполнял внутренний рейс NW705 по маршруту Майами — Чикаго — Спокан — Сиэтл — Портленд, но через 15 минут после взлёта рухнул в болото Эверглейдс. Погибли все находившиеся на его борту 43 человека — 35 пассажиров и 8 членов экипажа.

## Самолёт
Boeing 720-051B (заводской номер 18354, серийный 224) был выпущен 14 июля 1961 года. Авиалайнер получил бортовой номер N724US и 26 июля поступил к заказчику — американской авиакомпании Northwest Airlines, где также получил флотский номер 724. Был оснащён четырьмя турбовентиляторными двигателями Pratt & Whitney JT3D-1, каждый из которых развивал силу тяги в 18 000 фунтов. На день катастрофы налетал 4685 часов.
В прошлом с самолётом произошли два инцидента, в ходе которых были получены повреждения конструкции:
- Первый случай произошёл 26 января 1962 года, когда при посадке в аэропорту Форт-Лодердейл/Холливуд (Дейния-Бич, Флорида) на короткую ВПП сломалась правая стойка основного шасси. В результате из-за удара о землю были повреждены закрылки и фюзеляж в районе правой стойки, а также мотогондолы обоих правых двигателей.
- Второй случай произошёл, когда самолёт при посадке столкнулся правой кромкой крыла со стаей птиц.

Несмотря на оба случая, в день катастрофы борт N724US был готов выполнять полёт.

## Экипаж
Состав экипажа рейса NW705 был таким:
- Командир воздушного судна (КВС) — 47-летний Рой М. Альмквист (англ. Roy M. Almquist). Очень опытный пилот, управлял самолётами Douglas DC-3, DC-4, DC-6, DC-7, Lockheed L-188 Electra и Boeing 720B. Последнюю проверку классификации проходил 13 ноября 1962 года, где в испытательном полёте отработал ряд пунктов, включая боковое раскачивание, заклинивание стабилизатора, сбой в электропитании, а также пожар двигателя. Налетал 17 835 часов, 150 из них на Boeing 720B. Со слов коллег, не имел проблем со считыванием информации с приборов на Boeing 720B, а также быстро осознавал ситуацию во время турбулентности[4].
- Второй пилот — 38-летний Роберт Дж. Феллер (англ. Robert J. Feller). Очень опытный пилот, управлял самолётами Douglas DC-4, DC-6, DC-7 и Boeing 720B. Последнюю проверку классификации проходил 8 июля 1962 года. Налетал 11 799 часов, 1093 из них на Boeing 720B[4].
- Бортинженер — 29-летний Аллен Р. Фрисен (англ. Allen R. Friesen). Последнюю проверку классификации проходил 8 мая 1962 года. Налетал 4852 часа (523 из них в должности второго пилота), все на Boeing 720B[4].

В салоне самолёта работали пять стюардесс:
- Вирджиния Л. Янкин (англ. Virginia L. Younkin), 25 лет. В Northwest Orient Airlines с 16 июня 1958 года, для полётов на Boeing 720B была квалифицирована с 23 июня 1961 года.
- Мирна Е. Эверт (англ. Myrna E. Ewert), 28 лет. В Northwest Orient Airlines с 24 апреля 1959 года, для полётов на Boeing 720B была квалифицирована с 19 июня 1961 года.
- Венди Ф. Энгебретсон (англ. Wendy F. Engebretson), 21 год. В Northwest Orient Airlines с 29 сентября 1961 года, для полётов на Boeing 720B была квалифицирована с 26 сентября 1961 года.
- Конни Р. Бланк (англ. Connie R. Blank), 21 год. В Northwest Orient Airlines с 28 апреля 1962 года, для полётов на Boeing 720B была квалифицирована с 21 апреля 1962 года.
- Мэри С. Санделл (англ. Mary S. Sandell), 20 лет. В Northwest Orient Airlines с 22 декабря 1962 года, для полётов на Boeing 720B была квалифицирована с 19 декабря 1962 года.

## Хронология событий
Boeing 720-051B борт N724US прибыл в Майами в 12:40 рейсом из Чикаго, где совершал промежуточную посадку. Далее авиалайнеру предстояло выполнить внутренний пассажирский рейс NW705 из Майами в Портленд с промежуточными посадками в Чикаго, Спокане и Сиэтле. В процессе оборота в аэропорту Майами произошла смена экипажа, при этом командир сдающего экипажа предупредил о залипании выходных клапанов резервного топливного бака двигателя № 4 (крайний правый); этот дефект был устранён. Наземный авиадиспетчер предупредил экипаж, что большинство предыдущих рейсов выполняли набор высоты в юго-западном, либо юго-восточном секторе, а уже из них уходили на заданную высоту; КВС выбрал юго-восточный сектор. Всего на борту рейса 705 находились 8 членов экипажа и 35 пассажиров, вес брутто составлял 79 734 килограмма при центровке 25 % САХ, что не выходило за пределы допустимого.
В 13:35 рейс NW705 вылетел из Майами с ВПП № 27L (левая), после чего, находясь под радиолокационным контролем, выполнил левый доворот в юго-восточный сектор. Далее, руководствуясь получаемыми от диспетчера Майами-контроль радиолокационным векторами, пилоты начали обходить области с ожидаемой турбулентностью, вызванной присутствием в данном районе грозы. Следуя на высоте 1524 метра по курсу 300°, экипаж запросил разрешение набирать высоту. В 13:43 диспетчер дал команду подниматься и занимать эшелон FL250 (7600 метров), в ответ с самолёта передали о левом повороте на 30° и выполнении подъёма. Набор высоты выполнялся по курсу 270°, турбулентность в этом районе описывалась пилотами остальных самолётов от средней до сильной. В 13:45 рейс 705 получил указание переходить на связь с Майамским центром управления воздушным движением. Диспетчер выхода дал указание занимать курс 360°, что было подтверждено. В 13:47 центр в Майами запросил у рейса 705 его местонахождение и высоту. Второй пилот ответил, что они только что прошли высоту 5334 метра и в стороне на расстоянии 1,6 километра от радиомаяка DME; это было последнее радиосообщение с борта самолёта.
По данным параметрического самописца, авиалайнер через 5 минут после взлёта столкнулся с сильной турбулентностью, длившейся 3 минуты. Также в процессе набора был выполнен правый доворот на курс 320°. Когда экипаж доложил о прохождении высоты 5334 метра, лайнер выполнял набор высоты с вертикальной скоростью 2743 м/мин (была достигнута в 13:37:38). Затем в 13:47:47 рейс 705 достиг максимальной высоты 5878 метров, но при этом его воздушная скорость упала c 500 до 398 км/ч. Перегрузка быстро сменилась с положительной на отрицательную и за 7 секунд достигла −2,8g. Следуя по курсу 330°, самолёт резко перешёл в пикирование. Один из свидетелей услышал в небе взрыв, а когда повернулся в ту сторону, то увидел, как на краю облака появился оранжевый огненный шар, который, оставляя за собой полосатый след, помчался вниз и скрылся за деревьями (это авиалайнер в процессе снижения вышел на закритическую скорость, после чего из-за перегрузок у него оторвались части крыла и хвостового оперения, а затем начал разрушаться фюзеляж). В 13:50 рейс NW705 рухнул в болото Эверглейдс в 59,5 километрах к западу-юго-западу от аэропорта Майами. Все 43 человека на его борту погибли.
На тот момент это была крупнейшая катастрофа самолёта Boeing 720, пока через 2 года её почти втрое не превзошла катастрофа под Каиром (121 погибший).

## Расследование
По результатам расследования причин катастрофы комиссия пришла к следующим выводам:
- Экипаж был подготовлен к выполнению полёта и имел необходимую квалификацию.
- Самолёт имел вес и центровку в пределах допустимого.
- Хотя по прибытии в Майами было сообщено о залипании выходного клапана правого резервного бака, но этот дефект перед вылетом устранили, поэтому авиалайнер был готов для выполнения полёта.
- Экипаж получил прогноз погоды на маршруте за 13:00, согласно которому к северо-востоку от Майами ожидалось ухудшение погоды. Из записей радиопереговоров между экипажем и авиадиспетчером стало понятно, что возникло недоразумение относительно намеченного маршрута вылета.
- К катастрофе привели сразу несколько факторов, особенно высокая турбулентность и характеристики самолёта. Попав в мощный вертикальный восходящий поток, самолёт перешёл в быстрый набор высоты со снижением полётной скорости. Пилоты отклонили штурвалы вперёд («от себя»), чтобы за счёт снижения угла подъёма носа и снижения вертикальной скорости вновь увеличить воздушную скорость. Однако авиалайнер из-за турбулентности уже потерял устойчивость, поэтому на действие пилотов отреагировал быстрым опусканием носа и переходом в крутое пикирование, в ходе которого достиг предела прочности и разрушился в воздухе от перегрузок.
- Согласно исследованиям компании-изготовителя самолёта («Boeing»), экипаж мог успеть восстановить контроль над управлением и вывести лайнер из пикирования. Но по мнению следователей, в сложившейся ситуации это было уже невозможно. Нельзя исключать, что пилоты не стали предпринимать всё возможное для спасения самолёта и людей.

В окончательном отчёте расследования причиной катастрофы рейса NW705 было названо сочетание сильной турбулентности, попадания в мощный восходящий поток и сильного смещения штурвалов, в результате чего самолёт потерял продольную устойчивость с выходом из-под контроля, восстановить который экипаж не успел.

### Комментарии
1. ↑  Здесь и далее указано Североамериканское восточное время — EST